# José Antonio Escuredo
José Antonio Escuredo Raimóndez (Gerona, 19 de enero de 1970) es un deportista español que compitió en ciclismo en la modalidad de pista, especialista en las pruebas de velocidad y keirin.
Participó en tres Juegos Olímpicos de Verano, entre los años 1996 y 2004, obteniendo una medalla de plata en Atenas 2004, en la prueba de keirin.
Ganó cuatro medallas en el Campeonato Mundial de Ciclismo en Pista entre los años 2000 y 2006, y una medalla de bronce en el Campeonato Europeo de Ómnium de 1995.
En el año 1995 batió el récord mundial del kilómetro contrarreloj, con un tiempo de 1:01,945. A lo largo de su carrera deportiva consiguió 31 medallas (10 de oro) en la Copa del Mundo.
Después de su retirada como ciclista profesional empezó una nueva etapa como entrenador, siendo seleccionador nacional de ciclismo en pista con España en los Juegos Olímpicos de Londres 2012 y posteriormente con Venezuela en los Juegos Olímpicos de Río 2016.

## Medallero internacional
| Juegos Olímpicos   | Juegos Olímpicos         | Juegos Olímpicos  | Juegos Olímpicos      |
| Año                | Lugar                    | Medalla           | Competición           |
| ------------------ | ------------------------ | ----------------- | --------------------- |
| 2004               | Atenas (Grecia)          | Medalla de plata  | Keirin                |
| Campeonato Mundial |                          |                   |                       |
| Año                | Lugar                    | Medalla           | Competición           |
| 2000               | Mánchester (Reino Unido) | Medalla de bronce | Velocidad por equipos |
| 2004               | Melbourne (Australia)    | Medalla de plata  | Velocidad por equipos |
| 2004               | Melbourne (Australia)    | Medalla de plata  | Keirin                |
| 2006               | Burdeos (Francia)        | Medalla de plata  | Keirin                |
| Campeonato Europeo |                          |                   |                       |
| Año                | Lugar                    | Medalla           | Competición           |
| 1995               | Valencia (España)        | Medalla de bronce | Ómnium esprint        |

1. ↑  Campeonato Europeo realizado sólo para la disciplina de ómnium.
2. ↑  Variedad de ómnium que incluía cuatro pruebas de esprint: 200 m vuelta lanzada, keirin, eliminación y velocidad individual.

## Palmarés

### Palmarés nacional
- 1992

 Campeón de España de velocidad
 Campeón de España de Kilómetro
- 1994

 Campeón de España de Kilómetro
- 1995

 Campeón de España de velocidad
 Campeón de España de Keirin
- 1996

 Campeón de España de velocidad
 Campeón de España de Kilómetro
- 1997

 Campeón de España de velocidad
 Campeón de España de Kilómetro
 Campeón de España de velocidad por equipos (junto a Isaac Gálvez y Gerard Bertrán)
- 1998

 Campeón de España de Kilómetro
 Campeón de España de Keirin
- 1999

 Campeón de España de velocidad
 Campeón de España de velocidad por equipos (junto a Diego Ortega y Juan Manuel Sánchez)
- 2001

 Campeón de España de Kilómetro
- 2002

 Campeón de España de Kilómetro
- 2003

 Campeón de España de Keirin
- 2004

 Campeón de España de velocidad
 Campeón de España de Keirin
- 2005

 Campeón de España de Keirin
 Campeón de España de velocidad por equipos (junto a Itmar Esteban y Alfred Moreno)
- 2006

 Campeón de España de Keirin
 Campeón de España de velocidad por equipos (junto a Itmar Esteban y Alfred Moreno)
- 2007

 Campeón de España de Keirin
 Campeón de España de velocidad por equipos (junto a Itmar Esteban y Alfred Moreno)
- 2008

 Campeón de España de Keirin
 Campeón de España de velocidad por equipos (junto a Itmar Esteban y Alfred Moreno)
- 2009

 Campeón de España de velocidad
 Campeón de España de velocidad por equipos (junto a Itmar Esteban y Alfred Moreno)
- 2011

 Campeón de España de velocidad